# Tectaria repanda
Tectaria repanda är en ormbunkeart som först beskrevs av Carl Ludwig Willdenow, och fick sitt nu gällande namn av Holtt. Tectaria repanda ingår i släktet Tectaria och familjen Tectariaceae. Inga underarter finns listade.